# Julius Busa
Julius Busa (Letenye, 18 febbraio 1891 – Plava, 13 maggio 1917) è stato un aviatore austro-ungarico.
Gyula Vitéz Busa fu un asso dell'aviazione dell'Impero austro-ungarico che raggiunse cinque vittorie nella prima guerra mondiale.

## Biografia e prima guerra mondiale
Gyula Busa nacque il 18 febbraio 1891 a Letenye. La famiglia in seguito è andata a Budapest. Dopo aver completato la scuola elementare ha imparato a fare il calzolaio. Nel 1914, dopo lo scoppio della prima guerra mondiale, fu chiamato nell'esercito. Nell'autunno del 1915, fu inviato come pilota sul fronte russo, nella Flik 14 di stanza a Brodi. Ha ricevuto la qualifica a dicembre ed ha guadagnato l'abilitazione da pilota entro gennaio 1916. Secondo i suoi superiori, Busa era un pilota eccellente e coraggioso. Il 18 gennaio 1916, durante una missione, il suo Aviatik B.II fu colpito dalla difesa aerea, ma riuscì ad atterrare all'aeroporto. Il 1º maggio è stato promosso.
Il 23 giugno 1916, su un Lloyd C.II biposto con l'osservatore Hermann Klecker, bombardò la stazione ferroviaria di Riga quando diversi aerei russi li attaccarono e costrinse due tipi sconosciuti di biposto a terra per ottenere le sue prime vittorie. Il 21 ottobre 1916 fu promosso sergente. Il 23 novembre, era in ricognizione con l'Hansa-Brandenburg C.I con l'osservatore Lt Johann Popelak quando tre Farman russi lo hanno attaccato, ma Busa e Johann Popelak sono stati in grado di colpire tutti e tre vicino a Berestečko.
All'inizio del 1917 fu trasferito sul fronte italiano. Il 13 maggio, volava sempre su HB C1 della Fluggeschwader 1 (FlG I) vicino al Monte Korada quando venne attaccato da due SPAD S.VII, due eccellenti piloti del Corpo Aeronautico, Francesco Baracca (fu la sua undicesima vittoria delle sue 34 in totale) e Fulco Ruffo di Calabria (20 vittorie). I due aerei italiani spararono sull'aereo di Gyula Busa, che morì subito mentre il suo osservatore, Hermann Gössler, saltò dall'aereo in caduta senza paracadutarsi. Il 16 giugno 1929, post mortem, fu ammesso all'Ordine Vitez.